# Lubuk Gio
Lubuk Gio is een bestuurslaag in het regentschap Seluma van de provincie Bengkulu, Indonesië. Lubuk Gio telt 460 inwoners (volkstelling 2010).